# Heinrich Kaulfersch
Heinrich Kaulfersch (27. října 1864 – ???) byl rakouský politik německé národnosti z Čech, poslanec Českého zemského sněmu a starosta Frýdlantu.

## Biografie
Narodil se v říjnu 1864. Působil jako statkář a továrník ve Frýdlantu. Byl členem městské rady. V květnu roku 1912 se stal i starostou města. Starostou města byl do roku 1917. Zasedal v německé sekci zemské zemědělské rady, do které ho povolal zemský výbor coby odborníka. V 1911–1917 byl členem (náhradníkem) státní železniční rady ve Vídni. Zasedal též v Zemské komisi pro regulaci řek v Království českém. Byl jednatelem zemědělského nákupního spolku ve Frýdlantu. V prosinci 1916 mu byl udělen Řád Františka Josefa (rytířský kříž). Byl tehdy uveden coby fabrikant a starosta z Frýdlantu.
Zapojil se i do vysoké politiky. V doplňovacích zemských volbách v únoru 1907 byl zvolen na Český zemský sněm, kde zastupoval kurii městskou, obvod Frýdlant. Byl tehdy uveden coby městský radní z Frýdlantu a kandidát Německé agrární strany. Podle jiného zdroje ovšem byl kandidátem Německé lidové strany. Mandát získal i v řádných zemských volbách roku 1908, nyní ovšem za kurii venkovských obcí, obvod Frýdlant. Uváděl se tehdy jako nezávislý německý kandidát.
Jeho jméno se v dobových pramenech objevuje i v meziválečném období. V květnu 1921 se zmiňuje, že v nově utvořené odborné skupině zemědělského strojního průmyslu, která byla součástí Německého hlavního svazu průmyslu, se předsedou stal průmyslník Heinrich Kaulfersch z Frýdlantu. V květnu 1932 byl zvolen za řadového člena Německého hlavního svazu průmyslu (Deutscher Hauptverband der Industrie). V říjnu 1934 proběhly ve Frýdlantu oslavy 70. narozenin Heinricha Kaulfersche, zemědělce a majitele továrny na zemědělské stroje. Byl připomínán jako zakladatel okresního zemědělského spolku a muž, který po 43 let poskytoval své názory ve prospěch německé sekce zemské zemědělské rady. Po 46 let se angažoval v místní skupině národnostního spolku Deutscher Kulturverband. Ceremoniálu se zúčastnili zástupci četných místních spolků, pozdravy zaslala zemská zemědělská rada nebo okresní hejtman Petrásek.
V říjnu 1935 je jistý Heinrich Kaulfersch po okresních volbách uváděn jako nově zvolený člen okresního zastupitelstva ve Frýdlantu za Německou křesťansko sociální stranu lidovou. V červenci 1937, když frýdlantský zemědělský nákupní spolek slavil 50. výročí vzniku, byl Heinrich Kaulfersch coby zakladatel a ředitel spolku účasten na oslavách. Byl tehdy spolu s Josefem Jägerem jeho nejstarším žijícím členem.